# Erpocotyle laevis
Erpocotyle laevis is een soort in de taxonomische indeling van de platwormen (Platyhelminthes). De worm is tweeslachtig en kan zowel mannelijke als vrouwelijke geslachtscellen produceren. De soort leeft in zeer vochtige omstandigheden. 
De platworm behoort tot het geslacht Erpocotyle en behoort tot de familie Hexabothriidae. De wetenschappelijke naam van de soort werd voor het eerst geldig gepubliceerd in 1863 door Pierre-Joseph Van Beneden en C.-E. Hesse. Hesse vond de worm op de kieuwen van een haai, waarvan hij vermoedde dat het een toonhaai (Mustelus mustelus, ook Mustelus laevis) was.